# A Ferencvárosi TC 1928–1929-es szezonja
A Ferencvárosi TC 1928–1929-es szezonja szócikk a Ferencvárosi TC első számú férfi labdarúgócsapatának egy szezonjáról szól, mely összességében és sorozatban is a 26. idénye volt a csapatnak a magyar első osztályban. A klub fennállásának ekkor volt a 30. évfordulója.

## Mérkőzések
| Színmagyarázat | Színmagyarázat |
| -------------- | -------------- |
|                | Győzelem.      |
|                | Döntetlen.     |
|                | Vereség.       |

### Közép-európai kupa1928
1. forduló
| 1928. augusztus 19. |

| Beogradski SK | 0 – 7               | Ferencváros                              |
| ------------- | ------------------- | ---------------------------------------- |
|               | (0 – 4) Jegyzőkönyv | Takács II 1' 34' 76' 88' Turay 3' 9' 80' |

| Belgrád Nézőszám: 4 000 Játékvezető: Emil Göbel (osztrák) |

| 1928. augusztus 26. |

| Ferencváros                                       | 6 – 1               | Beogradski SK             |
| ------------------------------------------------- | ------------------- | ------------------------- |
| Szedlacsik 5' Takács II 30' 33' Turay 37' 70' 85' | (4 – 1) Jegyzőkönyv | Marjanović 16' (11-esből) |

| Hungária körút, Budapest Nézőszám: 20 000 Játékvezető: Josef Preßler (osztrák) |

Elődöntő
| 1928. szeptember 9. |

| Admira Wacker Mödling | 1 – 2               | Ferencváros            |
| --------------------- | ------------------- | ---------------------- |
| Siegl 21'             | (1 – 1) Jegyzőkönyv | Turay 3' Takács II 54' |

| Bécs Nézőszám: 25 000 |

| 1928. szeptember 16. |

| Ferencváros | 1 – 0               | Admira Wacker Mödling |
| ----------- | ------------------- | --------------------- |
| Rázsó 33'   | (1 – 0) Jegyzőkönyv |                       |

| Üllői út, Budapest Nézőszám: 20 000 Játékvezető: Rinaldo Barlassina (olasz) |

Döntő
| 1928. október 28. |

| Ferencváros                                            | 7 – 1               | Rapid Wien  |
| ------------------------------------------------------ | ------------------- | ----------- |
| Szedlacsik 15' 20' Takács II 18' 64' 76' Kohut 56' 58' | (3 – 0) Jegyzőkönyv | Horvath 85' |

| Üllői út, Budapest Nézőszám: 20 000 Játékvezető: Albino Carraro (olasz) |

| 1928. november 11. |

| Rapid Wien                               | 5 – 3               | Ferencváros                        |
| ---------------------------------------- | ------------------- | ---------------------------------- |
| Kirbes 5' 22' Wesely 37' 53' Weselik 50' | (3 – 2) Jegyzőkönyv | Kohut 33' Turay 36' Szedlacsik 79' |

| Bécs Nézőszám: 20 000 Játékvezető: Albino Carraro (olasz) |

### PLASZ I. osztály 1928–29

#### Őszi fordulók
| 1. forduló 1928. szeptember 2. |

| Újpest | 2 – 2               | Ferencváros |
| ------ | ------------------- | ----------- |
|        | (2 – 1) Jegyzőkönyv | Takács II   |

| Megyeri út, Újpest Nézőszám: 16 000 Játékvezető: Klug Frigyes (magyar) |

| 2. forduló 1928. szeptember 30. |

| Ferencváros | 1 – 3       | Hungária |
| ----------- | ----------- | -------- |
| Takács II   | Jegyzőkönyv |          |

| Üllői út, Budapest |

| 3. forduló 1928. október 14. |

| III. Kerületi TVE | 0 – 3       | Ferencváros     |
| ----------------- | ----------- | --------------- |
|                   | Jegyzőkönyv | Kohut ög' Turay |

| Hungária körút, Budapest |

| 4. forduló 1928. október 21. |

| Ferencváros                | 5 – 0       | Kispest |
| -------------------------- | ----------- | ------- |
| Takács II Szedlacsik Turay | Jegyzőkönyv |         |

| Üllői út, Budapest |

| 5. forduló 1929. május 8. |

| Ferencváros                 | 6 – 0       | Sabária SC |
| --------------------------- | ----------- | ---------- |
| Toldi Kohut Obitz Takács II | Jegyzőkönyv |            |

| Üllői út, Budapest |

- Újrajátszott mérkőzés.

| 6. forduló 1928. november 18. |

| Ferencváros | 1 – 1               | Nemzeti FC |
| ----------- | ------------------- | ---------- |
| Takács II   | (0 – 1) Jegyzőkönyv |            |

| Üllői út, Budapest Játékvezető: Antalics (magyar) |

| 7. forduló 1928. november 25. |

| Vasas | 0 – 9               | Ferencváros                |
| ----- | ------------------- | -------------------------- |
|       | (0 – 4) Jegyzőkönyv | Takács II Szedlacsik Toldi |

| Üllői út, Budapest Játékvezető: Himler Oszkár (magyar) |

| 8. forduló 1928. december 2. |

| Ferencváros           | 5 – 0               | Somogy FC |
| --------------------- | ------------------- | --------- |
| Takács II Koszta Gödi | (2 – 0) Jegyzőkönyv |           |

| Üllői út, Budapest Játékvezető: Vass Ernő (magyar) |

| 9. forduló 1928. december 9. |

| Ferencváros | 0 – 1               | Bástya FC |
| ----------- | ------------------- | --------- |
|             | (0 – 1) Jegyzőkönyv |           |

| Üllői út, Budapest Nézőszám: 5 000 Játékvezető: Gerő Ferenc (magyar) |

- A mérkőzés félbeszakadt.

| 10. forduló 1928. december 16. |

| Ferencváros                | 5 – 1               | Bocskai FC |
| -------------------------- | ------------------- | ---------- |
| Turay Takács II Szedlacsik | (3 – 0) Jegyzőkönyv |            |

| Üllői út, Budapest Nézőszám: 12 000 Játékvezető: Majorszky Ferenc (magyar) |

| 11. forduló 1928. december 20. |

| Ferencváros                | 4 – 0       | Budai 33 |
| -------------------------- | ----------- | -------- |
| Takács II Szedlacsik Turay | Jegyzőkönyv |          |

| Üllői út, Budapest |

#### Tavaszi fordulók
| 12. forduló 1929. március 3. |

| Somogy FC | 1 – 5       | Ferencváros           |
| --------- | ----------- | --------------------- |
|           | Jegyzőkönyv | Takács II Kohut Turay |

| Üllői út, Budapest |

| 13. forduló 1929. március 17. |

| Bocskai FC | 1 – 3       | Ferencváros     |
| ---------- | ----------- | --------------- |
|            | Jegyzőkönyv | Takács II Turay |

| Debrecen |

| 14. forduló 1929. március 24. |

| Ferencváros     | 3 – 1       | Újpest |
| --------------- | ----------- | ------ |
| Takács II Kohut | Jegyzőkönyv |        |

| Üllői út, Budapest |

| 15. forduló 1929. április 7. |

| Ferencváros     | 2 – 2       | Vasas |
| --------------- | ----------- | ----- |
| Turay Takács II | Jegyzőkönyv |       |

| Üllői út, Budapest |

| 16. forduló 1929. április 26. |

| Budai 33 | 2 – 6       | Ferencváros          |
| -------- | ----------- | -------------------- |
|          | Jegyzőkönyv | Takács II Szedlacsik |

| Üllői út, Budapest |

| 17. forduló 1929. április 28. |

| Hungária | 2 – 2               | Ferencváros     |
| -------- | ------------------- | --------------- |
|          | (1 – 0) Jegyzőkönyv | Takács II Turay |

| Hungária körút, Budapest Játékvezető: Majorszky Ferenc (magyar) |

| 18. forduló 1929. május 12. |

| Kispest | 1 – 6               | Ferencváros                      |
| ------- | ------------------- | -------------------------------- |
|         | (1 – 4) Jegyzőkönyv | Kohut Toldi Szedlacsik Takács II |

| Budapest Nézőszám: 4 000 Játékvezető: Iváncsics Mihály (magyar) |

| 19. forduló 1929. május 19. |

| Nemzeti FC | 1 – 2       | Ferencváros |
| ---------- | ----------- | ----------- |
|            | Jegyzőkönyv | Takács II   |

| Hungária körút, Budapest |

| 20. forduló 1929. május 26. |

| Sabária SC | 0 – 1       | Ferencváros |
| ---------- | ----------- | ----------- |
|            | Jegyzőkönyv | Takács II   |

| Szombathely |

| 21. forduló 1929. június 2. |

| Bástya FC | 0 – 6       | Ferencváros                 |
| --------- | ----------- | --------------------------- |
|           | Jegyzőkönyv | Takács II Toldi Kohut Turay |

| Szeged |

| 22. forduló 1929. június 5. |

| Ferencváros | 2 – 1       | III. Kerületi TVE |
| ----------- | ----------- | ----------------- |
| Turay       | Jegyzőkönyv |                   |

| Üllői út, Budapest |

#### A végeredmény
| #  | Csapat            | J  | Gy | D | V  | Rg | Kg | Gk  | P  | Megjegyzés                         |
| -- | ----------------- | -- | -- | - | -- | -- | -- | --- | -- | ---------------------------------- |
| 1  | Hungária          | 22 | 16 | 5 | 1  | 76 | 24 | +52 | 37 | Bajnok, 1929-es közép-európai kupa |
| 2  | Ferencváros       | 22 | 16 | 4 | 2  | 79 | 20 | +59 | 36 |                                    |
| 3  | Újpest            | 22 | 13 | 4 | 5  | 64 | 35 | +29 | 30 | 1929-es közép-európai kupa         |
| 4  | Bocskai FC        | 22 | 11 | 3 | 8  | 41 | 40 | +1  | 25 |                                    |
| 5  | Bástya FC         | 22 | 10 | 3 | 9  | 40 | 35 | +5  | 23 |                                    |
| 6  | III. Kerületi TVE | 22 | 7  | 6 | 9  | 27 | 37 | -10 | 20 |                                    |
| 7  | Nemzeti FC        | 22 | 7  | 5 | 10 | 33 | 39 | -6  | 19 |                                    |
| 8  | Somogy FC         | 22 | 7  | 3 | 12 | 33 | 48 | -15 | 17 |                                    |
| 9  | Kispest           | 22 | 5  | 6 | 11 | 27 | 48 | -21 | 16 |                                    |
| 10 | Budai 33          | 22 | 5  | 5 | 12 | 32 | 60 | -28 | 15 |                                    |
| 11 | Vasas SC          | 22 | 5  | 4 | 13 | 26 | 68 | -42 | 14 | Kiesett                            |
| 12 | Sabária SC        | 22 | 4  | 4 | 14 | 28 | 52 | -24 | 12 | Kiesett                            |

#### Eredmények összesítése
Az alábbi táblázatban összesítve szerepelnek a Ferencvárosi TC 1928/29-es bajnokságban elért eredményei.
| Ősz/tavasz (forduló)    | Otthon | Otthon | Otthon | Otthon | Otthon | Otthon | Otthon | Idegenben | Idegenben | Idegenben | Idegenben | Idegenben | Idegenben | Idegenben |
| Ősz/tavasz (forduló)    | M      | GY     | D      | V      | LG–KG  | GK     | P      | M         | GY        | D         | V         | LG–KG     | GK        | P         |
| ----------------------- | ------ | ------ | ------ | ------ | ------ | ------ | ------ | --------- | --------- | --------- | --------- | --------- | --------- | --------- |
| Őszi szezon (1–11.)     | 8      | 5      | 1      | 2      | 27–6   | +21    | 11     | 3         | 2         | 1         | 0         | 14–2      | +12       | 5         |
| Tavaszi szezon (12–22.) | 3      | 2      | 1      | 0      | 7–4    | +3     | 5      | 8         | 7         | 1         | 0         | 31–8      | +23       | 15        |
| Összesen (1–22.)        | 11     | 7      | 2      | 2      | 34–10  | +24    | 16     | 11        | 9         | 2         | 0         | 45–10     | +35       | 20        |

### Egyéb mérkőzések
| 1928. december 25. |

| Barcelona válogatott | 4 – 0       | Ferencváros |
| -------------------- | ----------- | ----------- |
|                      | Jegyzőkönyv |             |

| Barcelona |

| 1928. december 26. |

| Barcelona válogatott | 3 – 3       | Ferencváros |
| -------------------- | ----------- | ----------- |
|                      | Jegyzőkönyv | Takács II   |

| Barcelona |

| 1928. december 30. |

| Sporting | 0 – 6       | Ferencváros                 |
| -------- | ----------- | --------------------------- |
|          | Jegyzőkönyv | Takács II Toldi Kohut Turay |

| Lisszabon |

| 1929. január 1. |

| Belenenses | 0 – 6       | Ferencváros           |
| ---------- | ----------- | --------------------- |
|            | Jegyzőkönyv | Toldi Takács II Turay |

| Lisszabon |

| 1929. január 6. |

| Benfica | 1 – 0       | Ferencváros |
| ------- | ----------- | ----------- |
|         | Jegyzőkönyv |             |

| Lisszabon |

- A mérkőzés félbeszakadt.

| 1929. január 9. |

| Viktoria Setubal | 1 – 4       | Ferencváros                |
| ---------------- | ----------- | -------------------------- |
|                  | Jegyzőkönyv | Takács II Turay Szedlacsik |

| Setubal |

| 1929. január 10. |

| FC Porto | 3 – 5               | Ferencváros     |
| -------- | ------------------- | --------------- |
|          | (2 – 2) Jegyzőkönyv | Takács II Turay |

| Porto |

| 1929. március 10. |

| Ferencváros | 3 – 1               | Wiener AC |
| ----------- | ------------------- | --------- |
| Kohut Turay | (2 – 0) Jegyzőkönyv |           |

| Üllői út, Budapest |

| 1929. március 31. |

| Újpest | 3 – 5       | Ferencváros           |
| ------ | ----------- | --------------------- |
|        | Jegyzőkönyv | Takács II Toldi Kohut |

| Hungária körút, Budapest |

| 1929. április 1. |

| Ferencváros | 0 – 0               | Hungária |
| ----------- | ------------------- | -------- |
|             | (0 – 0) Jegyzőkönyv |          |

| Üllői út, Budapest |

| 1929. április 14. |

| Ferencváros                  | 3 – 1       | Admira Wacker Mödling |
| ---------------------------- | ----------- | --------------------- |
| Steczovits Szedlacsik Kovács | Jegyzőkönyv |                       |

| Üllői út, Budapest |

| 1929. május 5. |

| Ferencváros, Újpest vegyes | 3 – 2       | Wiener AC, Wiener SC vegyes |
| -------------------------- | ----------- | --------------------------- |
| Toldi Avar                 | Jegyzőkönyv |                             |

| Üllői út, Budapest |

| 1929. május 20. |

| Ferencváros | 1 – 1               | Huddersfield Town |
| ----------- | ------------------- | ----------------- |
| Takács II   | (1 – 0) Jegyzőkönyv |                   |

| Üllői út, Budapest |

## Külső hivatkozások
- A csapat hivatalos honlapja (magyarul)
- Az 1928–1929-es szezon menetrendje a tempofradi.hu-n (magyarul)